# Wapello
Wapello är administrativ huvudort i Louisa County i Iowa. Vid 2010 års folkräkning hade Wapello 2 067 invånare.